# 1978 год в компьютерных играх

## Игровые автоматы
- Taito выпускает в Японии игровой автомат Space Invaders[1]. Успех этой игры по всему миру знаменует начало «золотой эры игровых автоматов».
- Namco выпускает Gee Bee — свой первый игровой автомат.
- Konami выпускает свой первый автомат Block Game.

## Технологии
- Январь — Apple выпускает Apple Disk II[2].
- APF Electronics, Inc. выпускает игровую приставку APF-M1000.
- Bally/Midway выпускает приставку Bally Professional Arcade[3].
- Elektor выпускает TV Games Computer.
- Entreprex выпускает приставку Apollo 2001.
- Interton выпускает приставку VC 4000.
- Magnavox выпускает приставку Odyssey² (G7000 Videopac).
- Nintendo выпускает приставку Color TV Game 15 и игровой автомат Computer Othello.
- Atari (принадлежащая Warner) представляет контроллер трекбол в игровом автомате Football; выпускает приставку Pinball Game System.
- Декабрь — Atari анонсирует Atari 400 и 800[4].

## Индустрия
- Создана компания SNK[5]